# Eckankar

Symbool van Eckankar

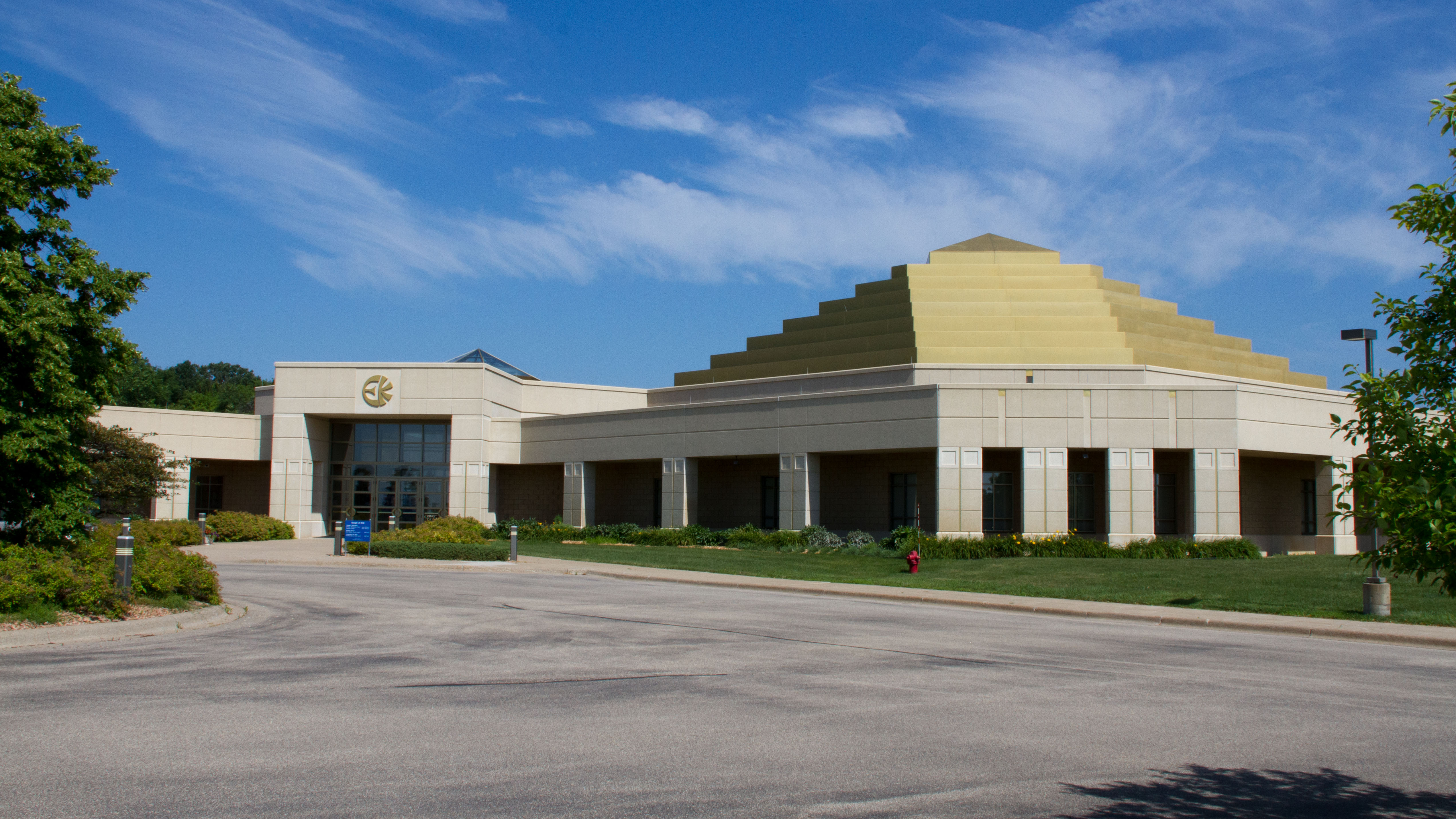
Tempel van ECK, Chanhassen, Minnesota, USA

Eckankar is een spirituele beweging die de waarde van de persoonlijke ervaring benadrukt als de meest natuurlijk manier om de weg terug naar God te vinden. De grondlegger van Eckankar in 1965 was Paul Twitchell. Er zijn wereldwijd tussen de 500.000 en de 3 miljoen leden.
Een van de basisbeginselen van Eckankar is dat de ziel de ware identiteit van een mens vertegenwoordigt. Volgens Eckankar is het voor iedereen mogelijk om tijdens zijn leven "spirituele vrijheid" te bereiken.  
Eckankar geeft oefeningen om door middel van een mantra zijn ware ziel te ontdekken en door middel van zogenaamde zielereizen de geest te 'ontmoeten'.